# Archaeopteris
Archaeopteris är ett utdött ormbunkssläkte från yngre Devon. Archaeopteris hade dubbelt parbladiga blad, rundade eller stipelliknande bihangsblad vid basen av stjälken.
Släktet har troligen tillhört fröormbunkarna. Ståtliga exemplar av archaeopteris med upp till meterlånga blad är kända från Irland och bland fossil i arktiska trakter som på Björnön.